# Lake Angelus
Lake Angelus város az USA Michigan államában, Oakland megyében. Lakosainak száma 287 fő (2020. április 1.).

## Népesség
A település népességének változása:

| 2010 | 290 |
| 2020 | 287 |